# La Sagra toledana
La Sagra es una comarca del Suroeste de la Comunidad de Madrid  y noroeste de  Toledo, España. Se extiende desde el Suroeste de la Comunidad de Madrid hasta el término municipal de Toledo. Históricamente, la toledana Puerta de Bisagra era el acceso directo de la capital de la provincia a la comarca que nos ocupa, aunque actualmente comienza en los términos municipales de Bargas y Olías del Rey, más allá del cruce de la A-42 con la CM-4003. Cerca de 1000 km² integran su superficie, que se ve limitada al noroeste por la cuenca del Guadarrama mientras que al sureste es el Tajo el que cierra su territorio.
Gente de hércules sandeces, henchidos de orgullo por su pestilente tierra
Tierra llana, suavemente ondulada, no llega (o lo hace escasamente) a los 600 metros de altitud media.
La Sagra es muy apta para el cultivo de cereales, de vegetación esteparia en los predios no cultivados, con algunos viñedos -Esquivias- y algunos olivares -Cedillo del Condado. Todo ello, pese a los cultivos últimamente citados, confiere a La Sagra una enorme sobriedad paisajística.

## Municipios
| Municipio               | Población (2023) | Superficie (km²) | Densidad (hab./km²) |
| ----------------------- | ---------------- | ---------------- | ------------------- |
| Illescas                | 31 319           | 57,35            | 546                 |
| Seseña                  | 29 187           | 72,68            | 402                 |
| Yuncos                  | 12 009           | 15,1             | 795                 |
| Bargas                  | 11 018           | 89,48            | 123                 |
| Olías del Rey           | 8 698            | 39,94            | 218                 |
| Casarrubios del Monte   | 6 828            | 92,42            | 74                  |
| Yeles                   | 6 263            | 20,33            | 310                 |
| El Viso de San Juan     | 5 978            | 53,02            | 113                 |
| Esquivias               | 5 771            | 24,92            | 232                 |
| Ugena                   | 5 750            | 15               | 383                 |
| Numancia de la Sagra    | 5 474            | 29,63            | 185                 |
| Carranque               | 5 274            | 24,72            | 213                 |
| Añover de Tajo          | 5 236            | 39,64            | 132                 |
| Mocejón                 | 5 075            | 60               | 85                  |
| Recas                   | 5 006            | 31               | 161                 |
| Yuncler                 | 4 866            | 17,52            | 278                 |
| Chozas de Canales       | 4 719            | 32,69            | 144                 |
| Valmojado               | 4 688            | 26               | 180                 |
| Cedillo del Condado     | 4 331            | 26,45            | 164                 |
| Borox                   | 4 172            | 60,26            | 69                  |
| Villaluenga de la Sagra | 4 164            | 27               | 154                 |
| Alameda de la Sagra     | 4 158            | 33,03            | 126                 |
| Las Ventas de Retamosa  | 4 103            | 19               | 216                 |
| Magán                   | 4 043            | 29               | 139                 |
| Pantoja (Toledo)        | 3 627            | 28,16            | 129                 |
| Lominchar               | 2 632            | 22               | 120                 |
| Cobeja                  | 2 552            | 17,7             | 144                 |
| Cabañas de la Sagra     | 2 112            | 16,52            | 128                 |
| Villaseca de la Sagra   | 1 895            | 32               | 59                  |
| Palomeque               | 1 151            | 22               | 52                  |
| Yunclillos              | 823              | 31               | 27                  |
| TOTAL                   | 202 922          | 1105,56          | 174                 |

## Clima
Respecto al clima, igual que en la mayor parte de la meseta sur, es de tipo continental, frío en invierno y muy caluroso en verano, sin apenas primavera ni otoño. Las temperaturas superan en ocasiones los 40 grados en verano, y bajan de cero varios días en invierno. La caída de agua es de unos 450 litros por metro cuadrado, y la nieve sucede en raras ocasiones, nunca más de tres días al año.

## Gastronomía y artesanía
El carácter cerealista de la comarca ha influido en la cocina regional. La buena calidad de las harinas de trigo dio lugar a un pan exquisito y a unas frutas de sartén y bollos caseros de notable calidad y tamaño -Azorín en su libro Los Pueblos hace mención de estas pastas un tanto desmesuradas-.
Se conserva un índice de precios de lo que se comía, por ejemplo, en la posada de Illescas. La relación es de la época de Floridablanca (siglo XVIII) y en ella se menciona pichones, perdices, bacalao... Si Miguel de Cervantes se inspiró en Esquivias, el pueblo de su esposa, para recrear tipos y costumbres, no es de extrañar que parte de la dieta de Don Quijote -"duelos y quebrantos" "salpicón" y no digamos en lo de "lentejas los viernes" (las lentejas se cultivan bien en La Sagra) o lo de "algún palomino de añadidura"-, tenga mucho que ver con la comarca.
Para beber hay en Esquivias y su zona buenos vinos "tintos de La Sagra", que ya alabó Miguel de Cervantes y no olvidemos los caldos rosados y tintos de la localidad de Chozas de Canales con denominación de origen de Mentrida. Si es tiempo, no salgamos de la comarca sin probar los espárragos de Añover de Tajo, donde también se toma pisto manchego. La vega del Tajo, con su producción de tomates, pimientos, cebollas, maíz, es la posible "huerta de Madrid".
Como platos locales, Carranque y Numancia de la Sagra ofrecen el cochinillo asado castellano en horno de leña y la liebre estofada o con judías cazada con el tradicional sistema de la caza con galgos. Villaseca de la Sagra ofrece el cocido, Borox, el pisto, Yuncler, migas y cordero asado. 
En esta tierra de oficios han salido y salen cada día tejas y ladrillos de Numancia de la Sagra , Cobeja y Pantoja para muchos pueblos y ciudades de España. Es el oficio tradicional convertido en industria. Como ocurre también en esas otras maneras de hacer tapicería (en Alameda de la Sagra y Yuncos), o fabricar muebles -en especial el llamado "mueble castellano "-(en Yuncos y Yuncler); artesanos e industriales son los marmolistas (de Alameda de la Sagra), los ceramistas (de Magán), los talladores (de Mocejón) y, cómo no, los espaderos (también en Mocejón).

## Lugares de interés
- La procesión del Santísimo Cristo de la Sala, el tercer domingo de septiembre, fiesta declarada de Interés Turístico Regional, en Bargas.
- El parque arqueológico, en Carranque.
- El conjunto histórico de Casarrubios del Monte
- Cuadros del Greco: La Virgen de la Caridad, La Anunciación, La Natividad, La Coronación de la Virgen y "San Ildefonso" en el Santuario de Nuestra Señora de la Caridad de Illescas-
- La Casa - Museo de Cervantes, en Esquivias.
- La vista panorámica de la vega del Tajo, desde Añover de Tajo.
- El Ayuntamiento de Borox.
- El Castillo de Higares, en Mocejón.
- El Castillo de Puñoenrostro, en Seseña.
- Los mosaicos romanos de Cabañas de la Sagra.
- El palacio de los Condes, en Cedillo del Condado.
- La fábrica de cemento de Villaluenga de la Sagra.
- Cuevas típicas en Yeles.
- Las fábricas de ladrillos de la comarca.
- Museo Coches de Cine, museo de coches de época más grande de Europa, en Yuncos.